# Paulinha Abelha
Paulinha Abelha, nome artístico de Paula Menezes (Simão Dias, 16 de agosto de 1978 – Aracaju, 23 de fevereiro de 2022), foi uma cantora brasileira de forró eletrônico. Tornou-se conhecida por integrar os vocais da banda Calcinha Preta.

## Carreira
Iniciou sua carreira artística aos doze anos, cantando em trios elétricos nas cidades do interior sergipano. Durante três anos, investiu na carreira com sua própria banda musical, chamada Flor de Mel, mas a falta de condições financeiras e recursos de seus pais fizeram Abelha desistir do projeto. Posteriormente, ingressou na banda Panela de Barro, onde permaneceu por três anos, acumulando experiência como cantora.
Descoberta por Gilton Andrade, empresário e diretor da banda Calcinha Preta, Abelha ganhou destaque como uma das principais vozes da banda, onde permaneceu durante dezenove anos.
Em 2007, Paulinha foi homenageada pelo Calcinha Preta com a música "Paulinha", que se tornou uma das canções mais conhecidas da banda. Interpretada por Daniel Diau, é uma versão da música Without You, versão de 1994 interpretada por Mariah Carey. A versão foi criada por um fã, quando a artista se casou com o primeiro marido, Marlus Viana em 2007.
Neste período, Paulinha participou da gravação de 22 álbuns e três DVDs. A cantora desligou-se do Calcinha Preta no início de 2010 para integrar a banda GDO do Forró.
Em agosto de 2010, Abelha se desligou da GDO do Forró para dar início a um novo projeto, ao lado do seu então marido, o cantor Marlus Viana, também ex-integrante da Calcinha Preta. A dupla Paulinha & Marlus anunciou em 2014 o retorno a banda anteriormente mencionada.
Em março de 2016, a artista anunciou a saída do Calcinha Preta novamente, dessa vez junto com Silvânia Aquino. Ambas deram início a um novo projeto ao lado de Daniel Diau, também ex-Calcinha Preta, o trio Gigantes do Brasil. Em dezembro do mesmo ano, com o fim do Gigantes do Brasil, Aquino e Abelha, formam a dupla Silvânia & Paulinha.
Em 2018, as artistas desistiram do projeto e retornaram ao Calcinha Preta, que lançou um DVD em 2020 em comemoração aos 25 anos da banda. O DVD foi gravado durante uma apresentação em Aracaju, tendo uma das músicas Babydoll (2005), com uma nova performance de Paulinha e que, segundo ela, homenageia a comunidade LGBTQIA+. A vocalista afirmou ser a cantora de forró que mais defendeu a causa gay, público que representa uma grande parte dos que comparecem aos shows da banda. Paulinha permaneceu no Calcinha Preta até sua morte trágica em fevereiro de 2022.

## Vida pessoal
Em 2004, Abelha conheceu o cantor Marlus Viana, que na época também integrava a banda Calcinha Preta. Ambos começaram a namorar pouco depois e se casaram em uma cerimônia em Simão Dias, terra de Paulinha, no ano de 2007. Em abril de 2010 a união chegou ao fim pela primeira vez. Segundo os artistas, o término foi causado após uma amiga da cantora utilizar sua conta no MSN Messenger para conversar com um homem e mandar mensagens sexualmente sugestivas para tal pessoa. Viana, ao ter acesso as mensagens, ficou indignado, acreditando que elas haviam partido de sua esposa e que ela o teria traído. Nesse período, Abelha estava grávida de dois meses, fruto de seu relacionamento com o cantor, mas sofreu um aborto espontâneo devido ao estresse causado pelo conturbado término e as duvidas levantadas por seu marido quanto a paternidade do feto. Em entrevista, ela se aprofundou no assunto: "Eu perdi o meu filho por desgosto de tudo isso que aconteceu. Me traumatizou demais, eu não podia falar porque as pessoas não iam acreditar que era dele. Poderiam achar do outro e eu tive que esconder". No entanto, após tudo ser esclarecido, ambos retomaram a relação e foram morar juntos em Florianópolis, Santa Catarina. Em 2015, o casamento chegou definitivamente ao fim. Entre 2017 e 2022, esteve em uma união estável com o dançarino Clevinho Santos.

## Morte
Em 11 de fevereiro de 2022, Abelha foi internada em estado grave em Aracaju, Sergipe, com quadro de insuficiência renal. No dia 17, o quadro clínico evoluiu para um coma profundo, que não se alterou durante seis dias, até a morte da artista no dia 23, após ser constatada a morte cerebral. Abelha foi sepultada no cemitério de sua cidade natal, Simão Dias. O laudo revelou que as causas da morte foram meningoencefalite, hipertensão craniana, insuficiência renal aguda e hepatite.
A morte de Paulinha Abelha foi a mais pesquisada no Brasil em 2022, superando Jô Soares e Rainha Elizabeth II.

## Homenagens
A banda Calcinha Preta homenageou a vocalista, introduzindo em sua logomarca o desenho estilizado de uma abelha.
Em dezembro de 2022, Paulinha foi homenageada com memorial em Simão Dias, Sergipe, onde nasceu. No local foi erguida uma estátua da cantora, com os figurinos de apresentações, entre outros pertences e um mural com uma linha do tempo da trajetória da artista.
Em 2023, na gravação do DVD da Calcinha Preta Atemporal, o grupo homenageou a artista por meio de inteligência artificial, recriando-a e fazendo com que aparecesse no telão instalado no palco. Ela conversou com os fãs dizendo:
| “                           | Olá, meu povo. Tudo bem com vocês? Há 20 anos eu estava cantando aqui, cantando na gravação do nosso primeiro DVD, mas hoje vocês é quem serão a minha voz. | ” |
| — Disse a imagem de Abelha. | |   |